# Space Patrol (Amerikaanse televisieserie)
Space Patrol is een Amerikaanse sciencefictionserie die van maart 1950 tot februari 1955 uitgezonden werd op ABC. De serie was oorspronkelijk bedoeld voor kinderen, maar trok al snel een aanzienlijk volwassen publiek. Naast de tv-serie was er ook een radioserie en werden er diverse stripboeken uitgebracht.

## Uitgangspunt
De serie speelt zich af in de 30e eeuw en volgt de avonturen van opperbevelhebber Buzz Corry (Ed Kemmer) van de United Planets Space Patrol en zijn hulpje cadet Happy (Lyn Osborn), terwijl ze het opnemen tegen interplanetaire schurken met duivelse plannen.

## Rolverdeling

### Hoofdrollen
| Acteur          | Personage                                        |
| --------------- | ------------------------------------------------ |
| Ed Kemmer       | opperbevelhebber Edward "Buzz" Corry             |
| Lyn Osborn      | cadet Happy Osborn                               |
| Virginia Hewitt | Carol Carlisle                                   |
| Ken Mayer       | majoor Robbie Robertson                          |
| Nina Bara       | Tonga                                            |
| Bela Kovacs     | Prins Baccarratti                                |
| Norman Jolley   | Agent X                                          |
| Marvin Miller   | Mr. Proteus                                      |
| Paul Cavanagh   | De secretaris-generaal van de Verenigde Planeten |
| Glen Denning    | opperbevelhebber Kit Corry                       |

### Gastrollen
Space Patrol huurde veel gastacteurs in die later zelf bekende sterren werden, waaronder Ray Bolger, Lee Van Cleef, I. Stanford Jolley, William Schallert en Ed Nelson.

## Radioserie
De radioserie liep van 4 oktober 1952 tot 19 maart 1955 en bestond uit 129 afleveringen van 30 minuten. Slechts 117 van de originele uitzendingen zijn bewaard gebleven. Dezelfde cast trad op in beide series. De schrijvers, scripts en regisseurs werden hergebruikt tussen de radio- en tv-versie.

## Trivia
- Aanvankelijk was opperbevelhebber Kit Corry het hoofdpersonage van de serie. Acteur Glen Denning had echter voortdurend problemen met het onthouden en het uitspreken van zijn tekst en werd na ongeveer 25 afleveringen vervangen door Ed Kemmer die Buzz Corry speelde, de jongere broer van Kit.[3]
- Bela Kovacs speelde meerdere schurken en personages in de serie, maar hij was het bekendst voor zijn vertolking van Baccarratti.
- De serie schreef geschiedenis door het eerste reguliere live ochtendprogramma van de westkust van de Verenigde Staten te zijn dat naar de oostkust werd gestuurd. Destijds was er een ingewikkeld netwerk van kabel- en relaisstations nodig om deze enorme taak te volbrengen.[3]
- De Britse poppenserie Space Patrol uit de jaren 60 werd in de Verenigde Staten uitgezonden onder de naam Planet Patrol om verwarring te vermijden.